# ماركوس كوستافسون
ماركوس كوستافسون (بالسويدية: Markus Gustafsson)‏ (12 أغسطس 1987 بالسويد - ) هو لاعب كرة قدم سويدي في مركز الدفاع. لعب مع نادي هالمستاد وBK Forward ‏.

## روابط خارجية
- ماركوس كوستافسون على موقع اتحاد السويد (السويدية)
- ماركوس كوستافسون على موقع قاعدة بيانات كرة القدم.إي يو (الإنجليزية)